# Niza
Die Niza (russisch Ница) ist ein 262 km langer rechter Nebenfluss der Tura im Südwesten des Westsibirischen Tieflandes in Russland.

## Verlauf
Die Niza entsteht aus den Quellflüssen Neiwa von links und Resch von rechts in 74 m Höhe gut 30 Kilometer östlich von Alapajewsk. Ihre Länge zusammen mit dem längeren Quellfluss Neiwa beträgt 556 Kilometer. Die Niza durchfließt, zumeist stark mäandrierend, den Südwesten des Westsibirischen Tieflandes in östlicher Richtung bis zu ihrer Mündung in die Tura beim Dorf Ust-Nizinskoje.
Auf ihrer gesamten Länge durchfließt die Niza die Oblast Swerdlowsk.
Einzige Stadt am Fluss ist Irbit, in ihrem Einzugsgebiet bzw. an den Quellflüssen liegen jedoch die Städte Kirowgrad, Newjansk, Alapajewsk, Resch und Artjomowski.

## Hydrografie
Das Einzugsgebiet der Niza umfasst 22.300 km². Die mittlere monatliche Wasserführung beträgt im Mittellauf bei Irbit etwa 165 Kilometer oberhalb der Mündung 44 m³/s (Minimum im Februar 11 m³/s, Maximum während der Schneeschmelze im April 160 m³/s).
In Mündungsnähe ist der Fluss bei normalem Wasserstand gut 100 Meter breit und zwei Meter tief; er hat hier eine Fließgeschwindigkeit von 0,2 m/s.
Einziger bedeutender Nebenfluss ist der in der gleichnamigen Stadt von rechts mündende Irbit.
Die Niza gefriert zwischen Ende Oktober/Anfang November und Ende April.

## Infrastruktur
Die Niza ist auf ihrer gesamten Länge für kleinere Fahrzeuge schiffbar, wird jedoch wegen ihres kurvenreichen Verlaufes heute nicht für die Binnenschifffahrt genutzt.
In Irbit wird die Niza von der Eisenbahnstrecke Jekaterinburg–Tawda–Meschduretschenski (Ustje-Acha) gekreuzt.
Der Fluss verläuft durch – nach sibirischen Maßstäben – relativ dicht besiedeltes Gebiet und wird auf praktisch seiner gesamten Länge von Regional- und Lokalstraßen begleitet.